# 鄭成熙
鄭成熙（韓語：정성희），韓國電視劇編劇。

## 作品

### 電視劇
- 2000年：MBC《黃金時代》
- 2002年：KBS《在你身邊真好》
- 2003年：MBC《可愛的女人》
- 2005年：SBS《流行70》
- 2006年：KBS《漢城1945》
- 2007年：MBC《文熙》
- 2009年：SBS《自鳴鼓》
- 2010年：KBS《近肖古王》
- 2014年：TV朝鮮《火花裡》
- 2015年：KBS《生意之神 - 客主2015》
- 2018年：tvN：《Nine Room》

## 外部連結
- 韓網NAVER搜索 （页面存档备份，存于）